# Klio
Klio (starogrško starogrško Κλειώ: Kleió) je bila muza zgodovine v grški mitologiji. Imela je sina Hijacinta, čigar oče je bil kralj Pierus. Pogosto je upodobljena z zvitkom pergamenta in naročjem polnim knjig. 
Po njej se imenuje tudi asteroid 84 Klio in nagrada Klio, ki jo podeljujejo slovenskim zgodovinarjem.